# Madrastra handlirschi
Madrastra handlirschi är en insektsart som beskrevs av Navás 1912. Madrastra handlirschi ingår i släktet Madrastra och familjen myrlejonsländor. Inga underarter finns listade i Catalogue of Life.